# Sport à Metz
Le sport à Metz est principalement dominé par deux disciplines : le football et le handball. Il existe néanmoins des clubs d'autres disciplines évoluant au niveau national. La ville dispose d'équipements sportifs nombreux et de qualité.

## Clubs professionnels
- FC Metz (football — Ligue 1)
- Metz Handball (handball féminin — Division 1)
- Metz TT (tennis de table — Pro B)

Le FC Metz est le club le plus incontournable de par sa popularité, ses succès, son histoire et son inscription dans le football de haut niveau depuis très longtemps. 
Metz Handball est un club au palmarès exceptionnel avec 21 titres de champion de France, bien que le championnat féminin reste bien moins prestigieux que son homologue masculin. Le club s'est toutefois trouvé un public conséquent à Metz, à la suite de la construction du palais omnisports Les Arènes.
Le Metz TT, ancienne section du SMEC, évolue au haut niveau national depuis de nombreuses années et compte quelques participations en coupe d'Europe. Sa réputation se limite cependant au milieu des pongistes.

## Clubs amateurs mais évoluant au niveau national
- RC Metz (rugby à XV - Fédérale 3)
- Metz BC (basket-ball - Nationale 2)
- Metz Hockey Club (MHC) (hockey sur glace - Division 3)
- Cometz de Metz (Baseball - Division 1)

Le MHC est un nouveau club créé en 2018 et permet à la ville de Metz de redécouvrir ce sport à Metz. Il débute dans le championnat Division 3.

## Clubs amateurs notables
- La Société d'escrime de Metz (SE Metz), créée en 1920, s'appelait alors Cercle d'Escrime de Metz : La SE Metz a été locataire du Palais des sports de Metz jusqu'en 1999. L'incendie qui ravagea ce haut lieu du sport messin engendra alors la construction d'une salle d'arme dédiée spécifiquement à l'escrime juste à côté de la piscine Belletanche à Borny. L'escrime s'y pratique tous les jours sous la tutelle d'un maître d'armes diplômé d'État, tant en loisir qu'en compétition pour les plus aguerris. La SEMetz est un club labellisé EFE école française d'escrime, elle possède également l'agrément jeunesse et sport.
- KCMETZ (canoë-kayak)[2], créé en 1936 ;
- SRM (aviron) ;
- les clubs de football évoluant au niveau régional :
  - APM METZ (football)[3], a affronté le Stade de Reims en Coupe de France 06/07 ;
  - ES Metz ;
  - UL Plantiéres ;
  - FC Devant-Les-Ponts[4] ;
  - RS Magny ;
- Athlétisme Metz Métropole ;
- Metz Magny handball ;
- RYU TAI JITSU Lorrain aux Arènes.
- Stade Messin Étudiants Club : le SMEC fut un des principaux clubs omnisports de la ville, et a longtemps disposé de deux sections reconnus : le handball et le tennis de table. La municipalité a décidé de fermer le club en 2009 à la suite de problèmes financiers.
- Roller Derby Metz Club (roller derby)[5]
- Les Artilleurs de Metz (football américain)

## Infrastructures

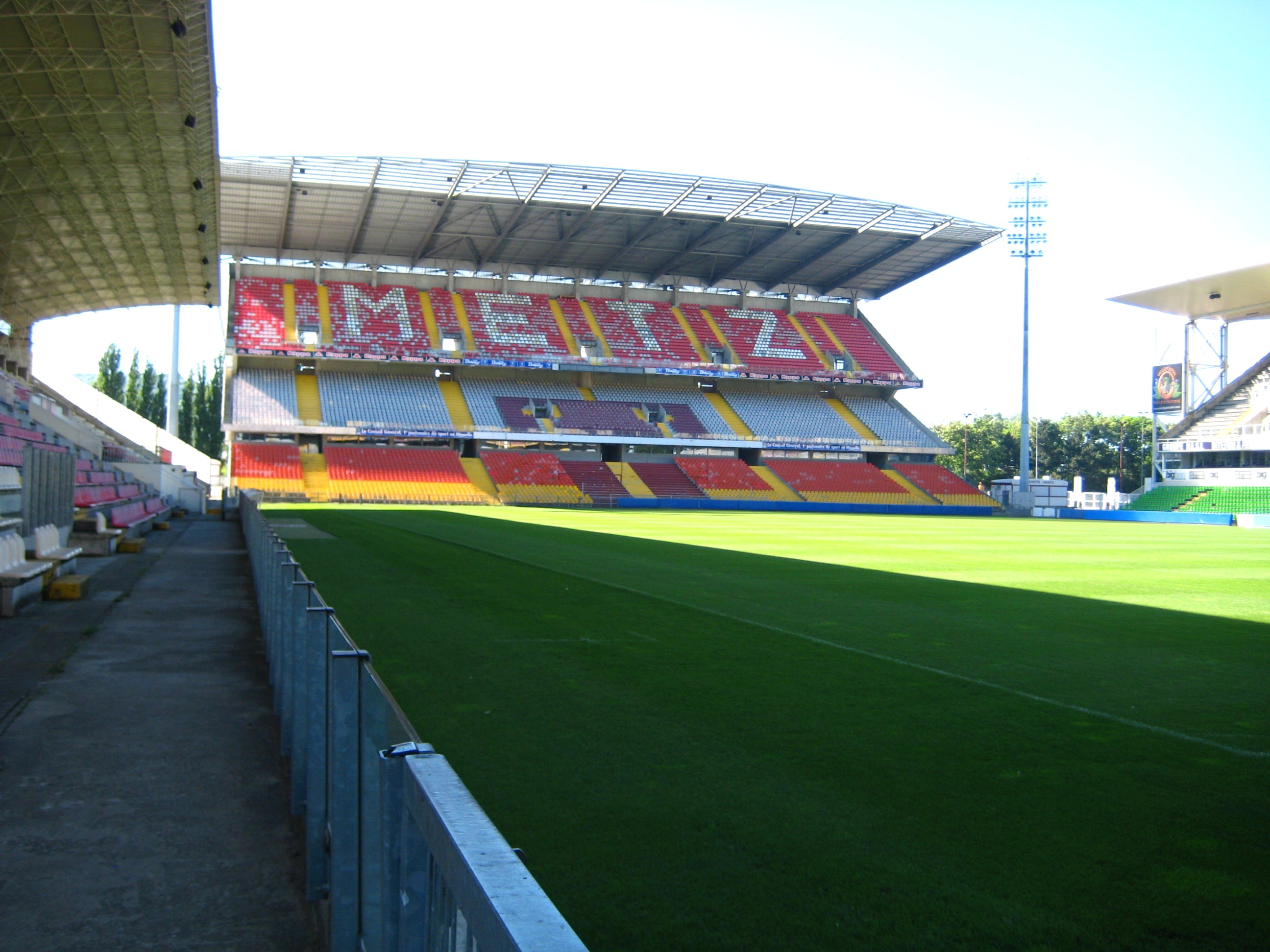
Stade Saint Symphorien

- Le stade Saint-Symphorien, enceinte d'une capacité d'environ 27 000 places où se déroulent les matchs à domicile du FC Metz. Il accueille parfois d'autres événements sportifs (équipes de France et du Luxembourg de football, rugby) ainsi que des concerts.

- Le palais omnisports Les Arènes, inauguré en 2001, est une salle polyvalente de 4300 places qui accueille les matchs à domicile du H2ML ainsi que de nombreux événements sportifs (Tournoi de tennis de Moselle, finale de la Coupe de la Ligue de handball…) et des concerts.
- Le complexe sportif Saint-Symphorien, 1 520 places, qui accueille des de matchs handball et tennis de table. Détruit par un incendie en 1999, il a été complètement reconstruit en 2002.
- La patinoire Ice Arena de Metz,500 places, en rénovation
- Le stade Dézavelle, où se tiennent des compétitions d'athlétisme.
- Le stade André Delaître à Marly où joue la réserve du FC Metz en Championnat de France Amateurs.
- Le stade de La Grange-aux-Bois, stade du RC Metz consacré au rugby à XV et qui est également utilisé par les Artilleurs de Metz.
- La patinoire de Metz.
- La piscine olympique Lothaire et la piscine de Belletanche à Borny.
- Le Cometz Field aux Hauts de Blémont : terrain de baseball des Cometz
- La salle d'armes de la SEMetz située sur le parking de la piscine Belletanche est un haut lieu du sport messin.

## Évènements sportifs
- Championnats de France intercomités et Coupes nationales de gymnastiques les 1er et 2 décembre 2012 aux Arènes de Metz, organisés par le Comité de Moselle de gymnastique.
- 27e Championnats du monde de trampoline du 8 au 19 novembre 2010.
- passage du tour de France cycliste :
  - ville d’arrivée de la 6e étape du Tour de France 2012, le 6 juillet.

### Évènements annuels
- L'Tournoi de tennis de Moselle, tournoi de tennis masculin classé International Series par l'ATP. Il se déroule chaque année au palais omnisports Les Arènes en octobre.
- le Trophée des Crapauds, organisé par l'association Aventure Mont-Saint-Quentin, 22e édition en 2011 : 2 000 participaints sont attendus sur un parcours VTT de 13 km.
- Tournoi de rugby à 7, organisé par l'amicale des joueurs du RC Metz (30 ans d'existence en 2011), 4e édition en 2011.

### Tour de France
| Année       | Étapes                                 | Vainqueurs         | Pays       |
| 1948        | Strasbourg - Metz (18e étape - 195 km) | Giovanni Corrieri  | Italie     |
|             | Metz - Liège (19e étape - 249 km)      | Gino Bartali       | Italie     |
| 1950        | Paris - Metz (1er étape - 307 km)      | Jean Goldschmit    | Luxembourg |
|             | Metz - Liège (2e étape - 241 km)       | Adolfo Leoni       | Italie     |
| 1951        | Metz - Reims (1e étape - 185 km)       | Giovanni Rossi     | Suisse     |
| 1952        | Namur - Metz (6e étape - 228 km)       | Fiorenzo Magni     | Italie     |
|             | Metz - Nancy (7e étape - 60 km en Clm) | Fausto Coppi       | Italie     |
| 1953        | Strasbourg - Metz (1er étape - 195 km) | Fritz Schaer       | Suisse     |
|             | Metz - Liège (2e étape - 227 km)       | Fritz Schaer       | Suisse     |
| 1955        | Namur - Metz (4e étape - 232 km)       | Willy Kemp         | Luxembourg |
|             | Metz - Colmar (5e étape - 229 km)      | Roger Hassenforder | France     |
| 1957        | Charleroi - Metz (6e étape - 248 km)   | André Trochut      | France     |
|             | Metz - Colmar (7e étape - 223 km)      | Roger Hassenforder | France     |
| 1959        | Mulhouse - Metz (1e étape - 238 km)    | André Darrigade    | France     |
|             | Metz - Namur (2e étape - 240 km)       | Vito Favero        | Italie     |
| à compléter |                                        |                    |            |